# Bašta (Boskovice)
Bašta je lokalita v Boskovicích se zbytky pravěkého hradiště, a snad středověkého strážního hrádku či předsunutého opevnění nedalekého hradu.

## Historie
Dle archeologických výzkumů halštatské či možná již pozdně bronzové hradiště zahrnovalo hřbet Hradního kopce. Opevnění jeho západní části v poloze ''Bašta'' bylo ve středověku využito jako součást obranného systému.
Kdy byl hrad vystavěn, není známo, nicméně existují dvě teorie. Podle první vznikl někdy v 11.-13. století a představoval předchůdce nedalekého hradu. V tomto případě by jej založili páni z Boskovic a jednalo by se o jejich první sídlo. Podle druhé teorie objekt vznikl někdy ve 13.-15. století a už od počátku své existence sloužil jako předsunutý strážní bod hradu. Jisté je, že po výstavbě boskovického hradu tuto funkci plnil a to až do roku 1707, kdy byl výbuchem střelného prachu zničen a následně rozebrán.

## Dostupnost
Místo je dostupné po červené turistické značce od hradu Boskovice ke Skalici nad Svitavou a vede tudy také trasa NS Hradní okruh.